# Nautilus pompilius
El nautilo perlado (Nautilus pompilius) es una especie de molusco cefalópodo de la familia Nautilidae; la más conocida de nautilo. Su concha, al ser seccionada sagitalmente, revela una línea de nácar, y se dispone formando un espiral equiangular casi perfecto. Su distribución está restringida al área Indo-Pacífica.
Principalmente viven en zonas menos profundas que los otros cefalópodos, alimentándose de peces, crustáceos y carroña, comida que detecta principalmente a través del olfato. Pueden sobrevivir hasta 700 metros de profundidad pero suelen encontrarse más cerca de la superficie durante la noche, sobre todo para alimentarse. También se pueden encontrar rondando los arrecifes de coral del sur del Pacífico.
Se trata de una especie nocturna, que llega a vivir hasta 20 años, tiempo inusualmente largo para un cefalópodo.

## Subespecies
Se han descrito dos subespecies de Nautilus pompilius:
- Nautilus pompilius pompilius
- Nautilus pompilius suluensis

N. p. pompilius es el más común y extendido de todos los nautilus. Algunos ejemplares encontrados en el norte de Australia e Indonesia alcanzaban los 268 mm, de ahí su nombre común de nautilo emperador por su gran tamaño. Sin embargo hubo un tiempo en el que los ejemplares gigantes eran considerados una especie aparte, bajo el nombre de Nautilus repertus, aunque hoy en día está ampliamente aceptada como un sinónimo de Nautilus pompilius pompilius. Su área de distribución cubre desde el este del mar de Andamán hasta Fiyi, y del sur de Japón hasta la Gran Barrera de Coral. 
N. p. suluensis es mucho más pequeño. El mayor ejemplar encontrado medía 148 mm de diámetro. Su nombre proviene del mar de Sulu, en Filipinas, donde está su hábitat.

## Descripción
Nautilus pompilius puede sobrepasar los 30 cm de ancho. La concha es fina y lisa, alternando bandas de color blanco Rojo con marrón. El animal forma cámaras dentro de la concha, de las cuales él siempre se mueve para ocupar la más externa. El resto de cámaras se llenan de gas. En estado adulto puede presentar hasta 30 de esas cámaras, las cuales están separadas entre sí por tabiques. 
Una fuerte capucha une la porción visceral del animal a la concha o caparazón, protegiendo su integridad cuando se retrae por completo. Por fuera quedan a la vista los 90 brazos (más conocidos como cirros porque carecen de ventosas). Tras ellos se disponen dos lóbulos separados a los que se unen los tentáculos. Presenta un pico córneo similar al de los pulpos que utiliza para romper la concha de otros moluscos. Son ovíparos y carnívoros.
Al igual que Nautilus belauensis, Nautilus pompilius presenta el ombligo de su concha cerrado y cubierto por un callo.

## Reproducción
Esta especie presenta reproducción sexual. El macho depende mayormente de su olfato a la hora de encontrar hembra, ya que su visión resulta deficiente. La fecundación es interna. Cuatro brazos del macho están modificados formando el órgano copulador, que recoge los espermatóforos (espermatozoides envueltos en una cubierta gelatinosa) de la cavidad paleal y los deposita en la de la hembra.
Una vez dentro, la cubierta de protección se desintegra dejando el esperma libre. La hembra deposita los huevos en aguas poco profundas, donde tardarán doce meses en eclosionar. Los recién nacidos miden 30 mm de largo. Las hembras ponen huevos una vez al año y regeneran sus gónadas.